# Murushid Juuko
Murushid Juuko (né le 14 avril 1994 en Ouganda) est un joueur de football international ougandais, qui évolue au poste de défenseur.

## Biographie

### Carrière en sélection
Il joue son premier match en équipe d'Ouganda le 11 juillet 2014, en amical contre les Seychelles (victoire 1-0).
Il participe avec l'équipe d'Ouganda à la Coupe CECAFA des nations en 2015. Lors de cette compétition, il joue six matchs. L'Ouganda remporte ce tournoi en battant le Rwanda en finale.
En janvier 2017, il participe à la Coupe d'Afrique des nations organisée au Gabon. Lors de cette compétition, il joue deux matchs : contre l'Égypte, et le Mali.

## Palmarès

### Palmarès en club
| Bunamwaya - Coupe d'Ouganda : - Finaliste : 2011-12.                                            |  | Victoria University \| - Coupe d'Ouganda (1) : - Vainqueur : 2012-13. - Supercoupe d'Ouganda (1) : - Vainqueur : 2013. \| \| - Coupe CECAFA des vainqueurs de coupe (1) : - Vainqueur : 2014. \| |
| - Coupe d'Ouganda (1) : - Vainqueur : 2012-13. - Supercoupe d'Ouganda (1) : - Vainqueur : 2013. |  | - Coupe CECAFA des vainqueurs de coupe (1) : - Vainqueur : 2014. |

### Palmarès en sélection
Ouganda
- Coupe CECAFA des nations :
  - Vainqueur : 2015.